# Brachiones przewalskii
Brachiones przewalskii là một loài động vật có vú trong họ Chuột, bộ Gặm nhấm. Loài này được Büchner mô tả năm 1889. Loài này được tìm thấy ở Trung Quốc.